# Ares Teixidó i Domínguez
Ares Teixidó i Domínguez (Lleida, 19 de gener de 1987) és una actriu, col·laboradora i presentadora de televisió catalana.

## Biografia
Va començar la seva carrera professional l'any 2001 presentant el programa de ràdio infantil El núvol, a COM Ràdio. Mentre cursa estudis de Comunicació i interpretació el 2005 va fitxar per la televisió local de la seva terra, La Manyana Tv.
Entre els anys 2007 i 2008 va ser col·laboradora del programa Condició Femenina de Canal Català TV. L'estiu de 2007 va ser reportera del programa Xtop de 8tv. El 2008 també va presentar durant l'estiu el programa Voyeurs de Canal Català TV. El setembre de 2008 va ser presentadora del programa "més Q póker" de Canal Català TV.
Durant l'estiu de 2009 va ser col·laboradora del programa radiofònic Quédate conmigo d'Onda Cero. Al setembre de 2009 dona el salt a la televisió nacional com a reportera del programa Mientras duermes de Telecinco, treball que va compaginar com col·laboradora del programa radiofònic No són hores d'Onda Cero Catalunya.
De març a juny de 2010 va ser reportera i co-presentadora del programa Ya Te Digo de Neox. La temporada estival de l'any 2010 va ser reportera del programa Summertime de LaSexta. D'octubre de 2010 fins a maig del 2011 va ser reportera del programa Vuélveme Loca de Telecinco.
Des del 4 de juliol de 2011 fins l'11 de novembre d'aquest mateix any, va ser reportera i col·laboradora habitual del programa No le digas a mamá que trabajo en la tele de Cuatro.

L'estiu de 2014 presenta amb Enric Companys el programa Cazamariposas de Telecinco. D'octubre a desembre de 2014 va col·laborar al Debate de Gran Hermano 15, presentat per Jordi González també a Telecinco. El gener de 2015 Ares Teixidó participa com a concursant al reality Gran Hermano VIP. La reportera va viure aquesta experiència al costat d'altres famosos, sent la sisena expulsada del concurs amb el 51,1% dels vots enfront del 48,9% dels vots del seu rival en la nominació, Belén Esteban, que va ser salvada in extremis provocant la polèmica expulsió d'Ares.
El 29 d'agost de 2016 va ser col·laboradora del programa Trencadis de 8TV, presentat per Sandra Barneda. La tardor de 2016 va ser presentadora del grupo Atresmedia Televisión presentant el programa "El amor está en el aire" al costat de Juan y medio.
Del gener a l'abril de 2017, va presentar el concurs Tot o res a TV3.
Des del 2022 presenta a 8tvcat el programa Sexual Revolution. Posteriormente SXRDiari i ARES Revolution.

## Trajectòria professional[13]

### Programes de televisió
- 2007-2008: Condició Femenina de Canal Català TV - col·laboradora
- 2007: Xtop de 8tv - reportera
- 2008: Voyeurs de Canal Català TV - presentadora
- 2009: Mientras duermes de Telecinco - reportera
- 2010: Ya te digo de Neox - reportera i col·laboradora
- 2010: Summertime de LaSexta - reportera
- 2010-2011: Vuélveme loca de Telecinco - reportera
- 2011: No le digas a mamá que trabajo en la tele de Cuatro - col·laboradora
- 2014: Cazamariposas de Telecinco - presentadora
- 2014-2016: Gran Hermano - El Debate de Telecinco - col·laboradora
- 2015: Gran Hermano VIP de Telecinco - concursant
- 2015: Supervivientes - El Debate de Telecinco - col·laboradora
- 2015-2016: Trencadís de 8tv - col·laboradora
- 2016: Gran Hermano Vip - El Debate de Telecinco - col·laboradora
- 2016: El amor está en el aire d'Antena 3 - presentadora
- 2016: La vuelta al año en zapping d'Antena 3 - presentadora
- 2017: Tot o res de TV3 - presentadora
- 2017-2022: Tarda oberta de TV3 - col·laboradora
- 2017-2021: Hazlo por mil de Telemadrid - presentadora
- 2021-2023: Sexual Revolution, SXRDiari, Ares Revolution, Ares Revolution Diari
- 2022-actualitat: La Fàbrica

### Programes de ràdio
| Any             | Programa          | Emissora        | Paper                         |
| --------------- | ----------------- | --------------- | ----------------------------- |
| 2001            | El Núvol          | COM Ràdio       | Presentadora                  |
| 2009            | Quédate conmigo   | Onda Cero       | Coordinadora i col·laboradora |
| 2009            | No són hores      | Onda Cero       | Coordinadora i col·laboradora |
| 2022            | Revolution Ràdio  | 8tvcat          | Coordinadora i presentadora   |
| 2022-actualitat | La Fàbrica Rufian | 8tvcat i Rufiàn | Coordinadora i col·laboradora |